# 제너럴 일렉트릭/롤스로이스 F136

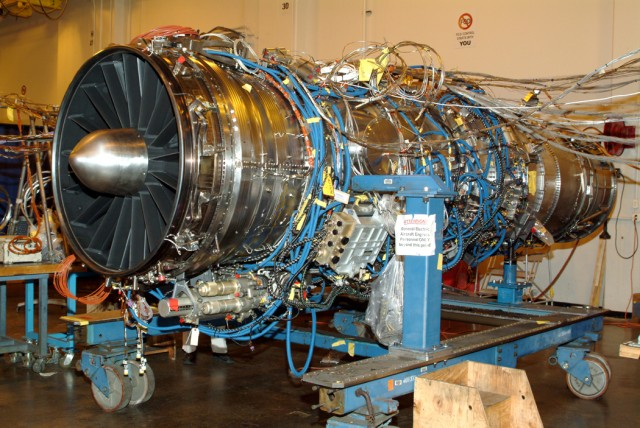

제너럴 일렉트릭/롤스-로이스 F136은 후기연소기를 장착한 터보팬 엔진이다. 이 엔진은 JSF (Joint Strike Fighter)로도 알려진 록히드 마틴의 F-35 라이트닝 II의 주 추진기관으로 사용하고자 개발 중 지원중단으로 개발이 취소된 엔진이다.

## 개발
F136으로 명명된 엔진이다. GE/RR 전투기 엔진 팀은 미국 오하이오주 신시내티에 소재한 GE 항공(60% 지분)과 영국 브리스톨 에 소재한 롤스로이스와 미국 인디애나주 인디애나폴리스 (40% 지분) 간의 협력이었다 .
2004년 7월 21일, F136은 GE의 오하이오주 Evendale 공장에서 전체 엔진 가동을 시작했다. 엔진은 두 번의 개별 실행 동안 1시간 이상 작동했다. 2005년 8월 미 국방부는 GE와 롤스로이스 팀에 F136 엔진 개발을 위한 24억 달러 계약을 체결했다. 계약은 2013년 9월까지 실행될 예정인 F136 이니셔티브의 시스템 개발 및 시연(SDD) 단계를 위한 것이었다.
2006년 2월 6일에 발표된 미 국방예산은 F136을 제외하고 F135 엔진 제조업체인 Pratt & Whitney가 록히드 마틴 F-35 전투기의 유일한 엔진 공급업체로 남았다. 그러나 의회는 이 요청을 번복하고 2006년 후반기에 2007 회계연도에 자금을 할당했다. 2006년 11월 General Electric/Rolls-Royce 팀은 F-35 프로그램 사무국과 주 계약자에 의한 3개월간의 예비 설계 검토를 성공적으로 완료했다.
2008년 2월 13일 GE 롤스로이스 전투기 엔진 팀은 F136에 대한 핵심 설계 검토(CDR)를 성공적으로 완료했다. CDR 기간 동안 F-35 Lightning II에 대한 미국 정부의 공동 프로그램 사무소는 엔진 설계를 검증하고 승인했다. 또한 검토하는 동안 엔진 설계의 모든 측면을 분석하고 평가하여 최초의 완전한 개발 엔진 구축을 진행했다. 이 프로세스에는 JPO, General Electric 및 Rolls-Royce의 기술 전문가가 참여하여 80개의 세부 구성 요소 및 모듈 설계 검토가 포함되었다.
2008년 3월 20일, F136은 F-35 라이트닝 II 항공기용 공통 배기 하드웨어를 포함하여 테네시주 미 공군 아놀드 엔지니어링 개발 센터에서 고고도 애프터버너 테스트 프로그램을 성공적으로 완료했다. CTOL( Conventional Takeoff and Landing ) 및 STOVL( Short Takeoff Vertical Landing ) 공통 배기 시스템 으로 구성된 엔진을 사용하여 모든 테스트 목표를 계획대로 달성했다. 엔진 구성에는 전체 애프터버너 작동까지 여러 실행 기간을 허용하는 생산 크기의 팬과 기능적 증강 장치가 포함되었다. GE 롤스로이스 전투기 엔진 팀은 2008년 7월 16일 오하이오주 피블스에 있는 GE 테스트 시설에서 F136 엔진에 대한 STOVL(단거리 이륙, 수직 착륙) 테스트를 성공적으로 완료했다.
최초의 완전한 신형 F136 엔진은 F-35 합동 타격 전투기 프로그램에 대한 미국 정부 합동 프로그램 사무국과의 시스템 개발 및 시연(SDD) 계약에 따라 2009년 1월 30일에 테스트를 시작했다. 이것은 2008년 미국 정부가 F136 설계를 검증한 후 조립된 최초의 완전한 엔진이었다. 이정표는 예정보다 한 달 앞서 달성되었다.
2009년 무기 시스템 획득 개혁법을 인용하여 GE 롤스 로이스 전투기 엔진 팀은 2009년 9월 28일 펜타곤에 F136에 대한 원치 않는 고정 가격 제안을 제출했다. F136 두 번째 생산 로트. GE Rolls-Royce Fighter Engine Team에 따르면 이 제안은 2013년 F136과 Pratt & Whitney F135 엔진 간의 일대일 경쟁이 시작될 때까지 상당한 비용 위험을 납세자로부터 전투기 엔진 팀으로 전가할 것이라고 한다.
2006년부터 2010년까지 국방부는 대체 F136 엔진 프로그램에 대한 자금을 요청하지 않았지만 의회는 프로그램 자금을 유지했다.
2009년 12월 19일 미국 의회는 2010 회계연도에 F136 엔진 프로그램에 대한 지속적인 자금 지원을 승인했다. 미 국방부는 F136 엔진 프로그램에 대한 FY 2010 자금 지원을 요청하지 않았다. 2009년 6월 18일에 제출된 보고서에서 하원 군사 위원회(House Armed Services Committee)는 F136 엔진에 대한 자금 지원을 계속하는 원인으로 Pratt & Whitney F135 엔진 프로그램 비용 초과 18억 7200만 달러를 인용했다.
2009년 11월 2일, F136 팀은 테스트 중 고장난 후 연소기로 이어지는 디퓨저의 작은 부분을 재설계할 것이라고 말했다. 2010년 1월 22일에 테스트가 재개되었다. GE 롤스-로이스 전투기 엔진 팀은 현재 미국 정부 합동 프로그램 사무국과 시스템 개발 및 시연(SDD) 계약 4년 차에 접어들었다. Fighter Engine 팀은 SDD 이전 및 SDD 엔진에서 총 800시간 이상의 테스트를 거쳤다. 2010년 초, 첫 번째 생산 표준 엔진의 테스트에서 완전한 연소 후 추진력에 도달했다.
2011년 3월 24일, 국방부는 의회가 국방예산을 통과시키지 못한 후 90일 간의 임시 작업 중단 명령을 발표했다. GE는 작업 중단 명령에도 불구하고 자체 자금으로 엔진 프로그램에 대한 작업을 계속할 것이라고 선언했으며, 명령에서 허용하고 작년에 Schwartz가 제안한 대로였다. 그러나 GE는 작업 중단으로 인해 기존 하드웨어를 사용할 수 없기 때문에 설계 작업에만 국한된다.
2011년 4월 12일, GE는 프로젝트 팀을 1,000명에서 100명으로 줄였다. 이들은 "미래 전투 항공기"를 위한 F136 및 엔진 기술을 연구할 것이다. GE는 직원들을 상업 프로젝트에 재배치할 것이지만 예상했던 수백 명의 새로운 엔지니어를 고용하지는 않을 것이다. 2011년 4월 25일, 국방부는 GE와 계약을 종료하고 현재까지 제작된 엔진을 인계할 것을 요구했다.
2011년 5월 5일 GE와 RR은 FY2012까지 개발 비용을 지불하겠다고 제안하고 자료에 대한 액세스를 요청했다. 자체 자금 조달로 전환하면 비용이 연간 4억 8000만 달러에서 1억 달러로 줄어들고 60%는 GE, 40%는 RR이 부담한다. 2011년 12월 2일 GE와 롤스-로이스는 자체 자금을 조달한 후 F136 엔진이 자신들의 최선의 이익이 아니기 때문에 개발을 계속하지 않을 것이라고 발표했다. 그때까지 6개의 엔진은 2009년부터 1,200시간 이상의 테스트를 기록했다. 그 해 동안 GE는 엔진 개발이 80% 완료되었다고 말했다. 나머지 작업에는 19억~26억 달러의 자금이 필요했을 것이다.

## 성능
엔진은 18,000 lbf (80 kN), 리프트팬은 20,000 lbf (89 kN)의 추력과 2개의 롤 포스트(각각 1,950 lbf or 8.7 kN)을 내어, 도합 41,900 lbf (186 kN)을 낸다. 이는 해리어에 사용된 롤스-로이스 페가수스 엔진의 23,800 lbf (106 kN)과 비교되는 수치이다.

## 같이 보기
- 프랫 앤 휘트니 F135
- 록히드 마틴 F-35 라이트닝 II